# Tove Skutnabb-Kangas
Tove Skutnabb-Kangas (ur. 6 lipca 1940 w Helsinkach, zm. 29 maja 2023 w Lund) – fińska językoznawczyni. Wprowadziła do socjolingwistyki pojęcie lingwicyzmu. 
Ukończyła studia na Uniwersytecie Helsińskim, gdzie kształciła się w zakresie języków nordyckich, edukacji, psychologii, literatury i filozofii. Doktoryzowała się w 1976 r.  na podstawie rozprawy poświęconej bilingwizmowi i wynikom w nauce szkolnej. W 1987 r. uzyskała drugi doktorat na Uniwersytecie w Roskilde. 
W latach 1995–2000 wykładała na Uniwersytecie w Roskilde. 

## Wybrana twórczość
- Bilingualism or not – the education of minorities. Multilingual Matters. ISBN 0-905028-17-1. Brak numerów stron w książce
- Minority education: from shame to struggle. Multilingual Matters. Brak numerów stron w książce
- Language, Literacy and Minorities. The Minority Rights Group. Brak numerów stron w książce
- Linguistic Human Rights. Over-coming linguistic discrimination. Contributions to the Sociology of Language 67. Mouton de Gruyter. ISBN 3-11-014878-1. Brak numerów stron w książce
- Multilingualism for All. Series European Studies on Multilingualism. Swets & Zeitlinger. ISBN 90-265-1423-9. Brak numerów stron w książce
- Language: A Right and a Resource. Approaching Linguistic Human Rights. Central European University Press. ISBN 963-9116-64-5. Brak numerów stron w książce
- Linguistic genocide in education ? or worldwide diversity and human rights?. Lawrence Erlbaum Associates. ISBN 0-8058-3468-0. Brak numerów stron w książce